# Oudomxai
Oudomxai ou Oudomxay é uma província do Laos. Sua capital é a cidade de Xai.
Até 1987, a capital da província era Ban Nahin. 

## Distritos
- Namo
- La
- Xai (Muang Xay)
- Beng
- Nga
- Hun
- Pakbeng